# Onuphis tosaensis
Onuphis tosaensis är en ringmaskart som beskrevs av Maekawa och Hayashi 1999. Onuphis tosaensis ingår i släktet Onuphis och familjen Onuphidae. Inga underarter finns listade i Catalogue of Life.